# Naturstrom AG
Die Naturstrom AG wurde 1998 als Anbieter erneuerbarer Energien für den Privat- und Gewerbeverbrauch gegründet und trat 1999 in den Markt ein. Das Unternehmen belieferte 2022 nach eigenen Angaben über 300.000 Haushalte in Deutschland mit Ökostrom (darunter auch Mieterstrom- und Regionalstromtarife, Biogas und klimaschonender Wärme).

## Geschichte
Die Naturstrom AG wurde am 16. April 1998 in Düsseldorf gegründet. 2003 wurde die 100. Erzeugungsanlage durch Unterstützung des Unternehmens verwirklicht und 2009 überstieg die Anzahl der Kunden 50.000. 2004 wurde das Unternehmen umstrukturiert; das Stromhandelsgeschäft wurde in die NaturStromHandel GmbH ausgegliedert. Im Januar 2013 nahm die NaturStrom XL GmbH die Belieferung von Bündel- und Gewerbekunden der Naturstrom-Gruppe auf und die ebenfalls neugegründete NaturStromTrading GmbH die Vermarktung von Ökostrom nach dem Marktprämienmodell. Die verbundenen Unternehmen treten am Markt als Naturstrom-Gruppe auf.

## Organisation
Alleiniger Vorstand der Naturstrom AG war bis 2002 Ralf Bischof, danach übernahm Thomas E. Banning dieses Amt. Im Februar 2011 wurde Oliver Hummel vom Aufsichtsrat ebenfalls in den Vorstand und Thomas E. Banning zum Vorstandssprecher berufen. Von Juni 2017 bis Januar 2022 gehörte zusätzlich Tim Meyer als drittes Mitglied dem Vorstand der Naturstrom AG an. Seit dem Ausscheiden von Thomas E. Banning Ende September 2022 setzt sich der Vorstand aus Oliver Hummel (Vorsitzender), Kirsten Nölke und Sophia Eltrop zusammen.
Vorsitzender des Aufsichtsrats ist Martin Riedel, weitere Mitglieder sind: Michael Podsada, Christine Banning, Michael Ritzau, Sandra Wehrmann und Simone Peter. Bei der Naturstrom AG und ihren Beteiligungen sind 495 Mitarbeiter beschäftigt (Stand Ende 2022).
Das Unternehmen hat insgesamt 13 Standorte, Hauptsitz ist Düsseldorf. Weitere Niederlassungen gibt es etwa im fränkischen Eggolsheim, wo vor allem die Projektentwicklung und die Betriebsführung für Öko-Kraftwerke stattfinden, sowie in Hamburg (mit den Schwerpunkten Mieterstrom und dezentrale Energieversorgung), Berlin und Köln.
Es gibt mehrere Projektgesellschaften, die regenerative Erzeugungsanlagen betreiben und an denen die Naturstrom AG beteiligt ist. Die NaturStromAnlagen GmbH projektiert und errichtet Anlagen zur Erzeugung regenerativer Energien und kümmert sich um Betriebsführung und Service. Darüber hinaus bestehen weitere Minderheitsbeteiligungen.
Im Bereich Elektromobilität versorgt die Naturstrom AG derzeit rund sechshundert Ladesäulen in Deutschland, über die der Ladesäulenbetreiber Ökostrom für Elektrofahrzeuge anbietet. Damit ist die Naturstrom AG einer der markanten Ladestromanbieter in Deutschland, welcher dem Nachhaltigkeitsaspekt in der Elektromobilität die nötige Durchsetzung zu verschaffen versucht. Zugang zum Laden an den selbst belieferten Ladesäulen sowie vielen weiteren Ladepunkten erhalten Kunden durch eine App.
Zweimal jährlich erscheint das Kundenmagazin energiezukunft, das seit August 2012 auch ein gleichnamiges Newsportal als Onlineableger hat. Schwerpunkt sind Themen zur Entwicklung des Energiesektors, Klimawandel und insbesondere der erneuerbaren Energien.

## Aktien und Beteiligungen
Das Grundkapital der Naturstrom AG beträgt 30,5 Millionen Euro und ist in 2.440.000 Namensaktien eingeteilt. Den größten Anteil hält mit 24,9 % die eco eco AG.
Die Aktie der Naturstrom AG ist nicht an einer Börse notiert.

## Geschäftsfelder

### Stromerzeugung
Die NaturStromHandel GmbH investiert je nach Stromtarif 1 bis 2 Cent/kWh netto in den Bau neuer Stromerzeugungsanlagen. Für den Gasverbrauch und Kunden der Naturstrom XL liegt der Betrag bei 0,25 Cent/kWh netto. Dadurch wurden bis August 2020 327 neue Stromerzeugungsanlagen ermöglicht. Dies geschieht durch Fördergelder, nachrangige Darlehen oder die Bereitstellung von Eigenkapital. Das Unternehmen setzt ferner auf Bürgerbeteiligungs-Modelle zur Realisierung neuer Anlagen.
Die seit 1999 neu errichteten Erzeugungsanlagen teilen sich dabei wie folgt auf:
- 194 Photovoltaikanlagen
- 100 Windenergieanlagen
- 27 Biomasseanlagen
- 6  Wasserkraftanlagen

### Stromhandel
Die NaturStromHandel GmbH (100 % Tochterunternehmen) versorgt ihre Kunden gemäß Stromkennzeichnung nach § 42 des Energiewirtschaftsgesetzes (EnWG) mit Strom, der zu 100 % aus erneuerbaren Energiequellen stammt. Die Naturstrom AG verwendet keine RECS-Zertifikate. Auch für Lastspitzen wird kein Graustrom an der Leipziger EEX-Börse hinzugekauft. Der vom Netzbetreiber zugewiesene Regelstrom ist jedoch nicht notwendig zu 100 % regenerativer Strom.
Seit 1999 (und somit als erster Anbieter überhaupt) wird Naturstrom jährlich mit dem Grüner Strom Label (GSL) zertifiziert. Das Label wird von Deutschlands größten Umweltverbänden getragen, u. a. dem Bund für Umwelt und Naturschutz Deutschland (BUND) und dem Naturschutzbund Deutschland (NABU). Diese überwachen die Qualität des Stroms und die Förderung des Ausbaus der Erneuerbaren Energien.
Seit 2008 bezieht das Unternehmen als erster deutscher Stromhändler mehr als 50 % seines Ökostroms aus kleinen und mittleren Erzeugungsanlagen aus Deutschland, die bisher ausschließlich das Erneuerbare-Energien-Gesetz (EEG) nutzten. 2014 bezog sich dies ausschließlich auf Windkraftanlagen mit mindestens 500.000 kWh/Jahr. Die Erzeuger erhalten von Naturstrom eine etwas höhere Vergütung, als sie bisher durch das EEG erhalten. Für die Erneuerbaren Energien ist diese Direktvermarktung ein Schritt in Richtung Marktintegration, die politisch gewollt ist. Im Gegenzug zahlt Naturstrom deshalb gesetzlich zwei Cent/kWh EEG-Umlage weniger (Grünstromprivileg). Allerdings entfallen 23 % des Strompreises auf Entgelte, die an die Netzbetreiber zu zahlen sind. Das Grünstromprivileg galt bis zum 31. Juli 2014, seit der Novelle des EEGs müssen die Stromerzeuger den Strom direkt ins Netz einspeisen und werden mit der staatlichen EEG-Umlage bezuschusst. Seit 2021 nutzt das Unternehmen allerdings auch wieder Strom aus alten Windenergieanlagen, deren EEG-Förderung ausgelaufen ist. Bereits seit 2020 wird ein Teil des Strom aus Solarparks bezogen, die komplett ohne EEG-Förderung gebaut werden, u. a. auch aus einer selbst errichteten Freiflächenanlage.
Gemäß § 42 Energiewirtschaftsgesetz wurden folgende Informationen zum Strommix veröffentlicht:
| Energiequelle                     | NaturStromHandel GmbH 2014 | NaturStromHandel GmbH 2015 | NaturStromHandel GmbH 2016 | NaturStromHandel GmbH 2017 | NaturStromHandel GmbH 2018 | NaturStromHandel GmbH 2019 | NaturStromHandel GmbH 2021 |
| --------------------------------- | -------------------------- | -------------------------- | -------------------------- | -------------------------- | -------------------------- | -------------------------- | -------------------------- |
| Erneuerbare Energien              | 100 %                      | 100 %                      | 100 %                      | 100 %                      | 100 %                      | 100 %                      | 100 %                      |
| Wasserkraft                       | 55,1 %                     | 54 %                       | 54 %                       | 54 %                       | 47 %                       | 40 %                       | 54,2 %                     |
| Windenergie                       | 13,3 %                     | 0 %                        | 0 %                        | 0 %                        | 0 %                        | 0 %                        | 35,5 %                     |
| Solarstrom                        | 0,9 %                      | 0 %                        | 0 %                        | 0 %                        | 0 %                        | 0 %                        | 10,3 %                     |
| Biomasse                          | 0 %                        | 0 %                        | 0 %                        | 0 %                        | 0 %                        | 0 %                        | 0 %                        |
| EEG-Strom                         | 30,7 %                     | 46 %                       | 46 %                       | 45 %                       | 53 %                       | 60 %                       | 57,2 %                     |
| Kernenergie                       | 0 %                        | 0 %                        | 0 %                        | 0 %                        | 0 %                        | 0 %                        | 0 %                        |
| Fossile Energieträger + Sonstiges | 0 %                        | 0 %                        | 0 %                        | 0 %                        | 0 %                        | 0 %                        | 0 %                        |
| Radioaktiver Abfall (µg/kWh)      | 0                          | 0                          | 0                          | 0                          | 0                          | 0                          | 0                          |
| CO2-Emissionen (g/kWh)            | 0                          | 0                          | 0                          | 0                          | 0                          | 0                          | 0                          |

### Sonstiges Stromgeschäft
Naturstrom bietet Event-Strom für Veranstaltungen an, zertifiziert vom Grüner Strom Label e. V.

### Gasgeschäft
Seit Dezember 2009 bietet die Naturstrom AG bundesweit auch ein Biogasprodukt an. Dabei kann zwischen einer Beimischung von 10 Prozent, 20 Prozent oder reinem Biogas gewählt werden. Wie beim Strom ist auch hier eine Förderung zum Bau von neuen Erzeugungsanlagen im Preis enthalten. Der Einsatz von gentechnisch veränderten Pflanzen sowie Gülle aus Massentierhaltung wird dabei von Naturstrom ausgeschlossen. Seit Januar 2014 ist das Biogas-Angebot mit dem Grünes Gas Label (GGL) zertifiziert.

### E-Mobilität
Mit dem Tochterunternehmen Green Moves GmbH & Co KG betreibt Naturstrom seit 2018 das Sharing-System für elektronische Lastenräder „Donk-EE“. Jedes Lastenrad wird mit 100 Prozent Ökostrom geladen und kann bis zu 100 Kilogramm transportieren. Bisher sind die Pedelecs nur in Köln verfügbar. Seit Mai 2021 bietet die Green Moves zudem verschiedene Klassen von Elektrozweirädern zur monatlichen Miete an, vom Pedelec über E-Lastenräder bis hin zu elektrischen Rollern.

### Kooperationen
Im Bereich Elektromobilität unterstützt Naturstrom den Ausbau des Individualverkehrs durch Kooperationen mit den Automobilkonzernen Ford und BMW. Daneben unterhält das Unternehmen zahlreiche weitere Kooperationen mit Umweltverbänden, wie BUND und NABU, und umweltorientierten Unternehmen.
Verschiedene lokale Stadtwerke und Stromversorger bieten ihren Kunden ebenfalls Strom in Kooperation mit der Naturstrom AG an (u. a. BS Energy und Stadtwerke Kiel).

## Auszeichnungen
Die Naturstrom AG erhielt im Jahr 1999 den Deutschen Solarpreis, unter anderem „für ihre Pilotfunktion als Anbieter eines kompletten Stromangebotes aus Erneuerbaren Energien.“
Im Jahr 2008 wurde Naturstrom vom Deutschen Institut für Servicequalität zum besten bundesweit aktiven Anbieter von Ökostrom gekürt.
Die Stiftung Warentest hat im Oktober 2009 Deutschlands Stromanbieter auf ihre Verbraucherfreundlichkeit getestet. Naturstrom erreichte in allen Gesamtbewertungen vordere Ränge und war Testsieger bei der Beratung.
In einer vom Handelsblatt in Auftrag gegebenen Studie wurde Naturstrom im März 2010 Servicesieger unter 28 getesteten Stromanbietern. Einen Monat später erreichte Naturstrom in einem Vergleich von 106 Ökostrom-Tarifen des Verbrauchermagazins Öko-Test den ersten Platz. Dabei landeten weitere zehn Tarife ebenfalls auf dem ersten Rang, darunter Lichtblick, NaturWatt und Greenpeace Energy. Im Oktober 2016 hat Öko-Test erneut 28 Ökostrom-Tarife getestet, wobei Naturstrom mit „sehr gut“ ausgezeichnet wurde. Auch im Jahr 2017 und 2018 erhielt Naturstrom die Öko-Test Note „sehr gut“ im Vergleich mit anderen Ökostrom-Anbietern.
Die Naturstrom AG ist einer der vier empfohlenen Ökostromanbieter der Aktion Atomausstieg selber machen der großen Umweltverbände Deutschlands, die Ende 2006 ins Leben gerufen wurde.
2013 erhielt das Unternehmen den Europäischen Solarpreis für die „beispielhafte Systemintegration Erneuerbarer Energien im Ökostromhandel“.
In der Kategorie „Unternehmen mit bis zu 500 Mitarbeitern“ war die Naturstrom AG im Jahr 2014 unter den Top 3 beim deutschen Nachhaltigkeitspreis. In der jährlichen Verleihung war Naturstrom 2016 unter den „Top 5 Deutschlands nachhaltigster Marken“.